# Marian Damaschin
Marian Damaschin est un footballeur roumain né le 1er mai 1965 à Urziceni. Il évoluait au poste d'attaquant. 

## Carrière
- 1982-1984 : FC Rapid Bucarest ( Roumanie)
- 1984-1985 : FC Politehnica Iași ( Roumanie)
- 1985-1987 : FC Dinamo Bucarest ( Roumanie)
- 1987-1989 : Victoria Bucarest ( Roumanie)
- 1989-1991 : FC Dinamo Bucarest ( Roumanie)
- 1991-1992 : Feyenoord Rotterdam ( Pays-Bas)
- 1992-1994 : Grenoble Foot ( France)[1]

## Palmarès
- Champion de Roumanie en 1990 avec le Dinamo Bucarest
- Vainqueur de la Coupe de Roumanie en 1986 et 1990 avec le Dinamo Bucarest
- Finaliste de la Coupe de Roumanie en 1987 avec le Dinamo Bucarest
- Vainqueur de la Coupe des Pays-Bas en 1992 avec le Feyenoord Rotterdam
- Vainqueur de la Supercoupe des Pays-Bas en 1991 avec le Feyenoord Rotterdam